# 912
912 (CMXII) var ett skottår som började en onsdag i den julianska kalendern.

## Händelser

### Okänt datum
- Abdallah ibn Muhammad efterträds av Abd ar-Rahman III som emir av Córdoba.
- Vid Olegs död efterträds han som hövding av Kievriket av sin brorson Igor.

## Födda
- 23 november – Otto (I) den store, tysk kung 936–973 och tysk–romersk kejsare 962–973.

## Avlidna
- Oleg, hövding av Kieveriket sedan 879.